# Headlights (canción de Robin Schulz)
«Headlights» es una canción del disc jockey y productor alemán Robin Schulz. Cuenta con la voz de la cantante y compositora Ilsey. Fue lanzada en Alemania como descarga digital el 3 de abril de 2015. La canción ha alcanzado su punto máximo en el número seis en la lista de sencillos alemán. Fue escrita por Robin Schulz, Ilsey Juber, John Ryan, Andreas Schuller, Eric Frederic, Tom Peyton y Joe London. La versión original de demostración incluyó una muestra de una guitarra acústica tomada de una biblioteca de muestras o samples, que se repite para el lanzamiento oficial de Mark Summers en Scorccio Sample Replays.

## Lista de canciones
| Descarga digital |                                |          |  |
| N.º              | Título                         | Duración |  |
| 1.               | «Headlights» (featuring Ilsey) | 3:29     |  |

## Listas

### Semanales
| Lista (2015)                       | Mejor posición |
| ---------------------------------- | -------------- |
| Australia (ARIA)                   | 2              |
| Austria (Ö3 Austria Top 40)        | 2              |
| Bélgica (Flandes) (Ultratop 50)    | 16             |
| Bélgica (Valonia) (Ultratop 50)    | 14             |
| Dinamarca (Tracklisten)            | 37             |
| Finlandia (OFC)                    | 15             |
| Francia (SNEP)                     | 30             |
| Alemania (Media Control AG)        | 6              |
| Hungría (Dance Top 40)             | 20             |
| Hungría (Rádiós Top 40)            | 16             |
| Hungría (Single Top 40)            | 12             |
| Irlanda (IRMA)                     | 39             |
| Italia (FIMI)                      | 17             |
| Países Bajos (Dutch Top 40)        | 26             |
| Países Bajos (Mega Single Top 100) | 33             |
| Noruega (VG-lista)                 | 8              |
| Polonia (Polish Airplay Top 100)   | 15             |
| España (Top 100 Canciones)         | 29             |
| Suecia (Sverigetopplistan)         | 17             |
| Suiza (Schweizer Hitparade)        | 7              |
| Reino Unido (UK Singles Chart)     | 96             |

### Anuales
| Lista (2015)                     | Posición |
| -------------------------------- | -------- |
| Australia (ARIA)                 | 63       |
| Germany (Official German Charts) | 19       |
| Italy (FIMI)                     | 52       |

## Fecha de lanzamiento
| Región   | Fecha              | Formato         | Discográfica                  |
| -------- | ------------------ | --------------- | ----------------------------- |
| Alemania | 3 de abril de 2015 | Desarga digital | Tonspiel (Warner Music Group) |